# Sex.com

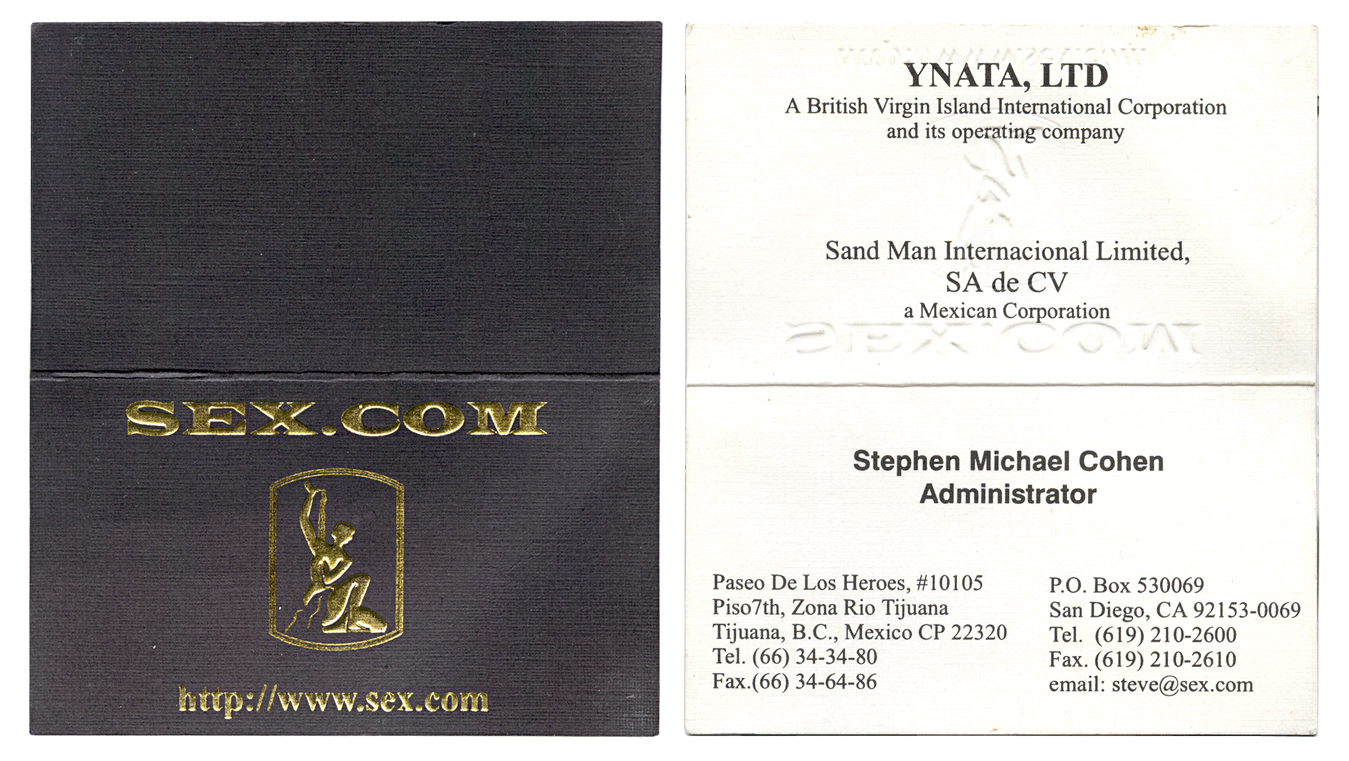
スティーブン・コーエンの名刺

sex.com（セックスドットコム）は、Escom LLCが所有するインターネットドメイン名およびポータルサイトである。ドメイン名の所有権を巡る有名な訴訟問題として注目されていた。

## Sex.comの経緯
最初にSex.comを取得したのは1994年、現在のMatch.comを設立した起業家ゲーリー・クレメンである。世界最大の出会い系サイトMatch.comの設立者によりネットワーク・ソリューションズを通じて登録された。Kremen氏は当初このドメインに何もサイトを作らずに寝かせていた。その間に詐欺師Stephen M. Cohenが目をつけ、Cohenが電話・Eメールや手紙を偽造してネットワーク・ソリューションズに連絡し続けた結果、1995年にCohen名義に変更された。このことで、ネットワーク・ソリューションズはKremen氏による民事訴訟を受けることになった。Cohenが「sex.com」ドメインで作ったサイトは1日2500万のアクセス数を誇り、1ヶ月あたり500万～5000万円ほどの広告収入を得ることになり、Cohenは1995年10月～2000年11月の間に「sex.com」の所有を通じて1億ドル(約92億円)の利益を得たと見られているが、裁判所による査察を拒否し、所有するほとんどの会社が倒産しているとする虚偽の情報を提出、資産の大部分をアメリカ国外に違法に移すことに成功した。

## ドメイン名を巡る長期裁判
将来的に価値のあるドメイン名として着目したCohenは偽装メールと偽装FAXを駆使してSex.comの名義を書き換え、所有権を盗み取った。
それに気づきすぐに訴訟を起こすKremen氏だが、Cohenと全面的に衝突する形となり、1995年から2000年にまで及んだ裁判はKremen氏の勝訴に終わる。5年間の裁判を経て「sex.com」の所有権はKremen氏の手に戻ったが、2001年にKremen氏に対する6500万ドル(約60億円)の損害賠償を命じられ、逮捕状が出ると、Cohenはメキシコへ高飛びしたのである。Kremen氏が5万ドル(約460万円)の賞金で情報提供を呼びかけたにもかかわらずCohenは何年間も逃亡生活を続け、2005年10月にようやくメキシコ・ティフアナで移民法違反の罪で逮捕されアメリカに引き渡された。 獄中で尋問を受けたCohenは「逃亡中に起きた脳卒中による記憶障害がある」と主張し、「sex.com」で得たはずの巨額の資産の行方は明らかにされていない。Kremen氏は損害賠償額6500万ドルを受け取ることはできなかったが、Cohenから没収されたカリフォルニア州サンディエゴ郡にある豪邸を所有し、現在居住している。Kremen氏が裁判にかけた費用は約500万ドル、2003年にネットワーク・ソリューションズから受け取った和解金は1500万ドル(約13億7000万円)という。

## ドメインの売却
その5年の間に、Cohenが「sex.com」で運営していたポルノサイトは、1億ドル(約92億円)もの利益を上げたとされている。
やっとの思いで「sex.com」を取り戻したKremen氏は、2006年に米国企業エスコムに1400万ドル(約12億8000万円)で売却。エスコムはSex.comで革新的なサービスを始めると発表し、Kremen氏自身もその顧問の座に就いたと言われる。

## エスコム破綻と競売
2010年、エスコムの破綻に伴い再び持ち主を失い、2010年7月にはドメインパーキングサービスの主催するオークションに競売され、1300万ドル(約10億5500万円)でドメイン取引が行われた。
この価格は世界最高価格とされ、ギネスブックへと掲載された。

## 現在のサイト
同ウェブサイトは、Clover Holdings Limitedと名乗る会社が運営するPinterest風アダルトサイトとなっていたが、現在はTikTok風のアダルトサイトに変更されている。